# Aetea crosslandi
Aetea crosslandi är en mossdjursart som beskrevs av Campbell Easter Waters 1910. Aetea crosslandi ingår i släktet Aetea och familjen Aeteidae.
Artens utbredningsområde är Röda havet. Inga underarter finns listade i Catalogue of Life.